# رود سلیاخ
رود سلیاخ (انگلیسی: Sellyakh) یک رودخانه در جمهوری یاقوتستان کشور روسیه است.